# Olbia
Pour les articles homonymes, voir Olbia (homonymie).
Olbia est une ville italienne, d'environ 60 000 habitants, un des deux chefs-lieux de la province de Sassari (depuis mai 2005), en Sardaigne. C'est la capitale historique de la Gallura et de l'ancien judicat (avec le nom de Civita).

## Histoire
L'Olbia antique (en grec ancien Ὄλβια, « l'heureuse » ou « la prospère ») fut fondée vers 647 avant notre ère ; elle est aussi appelée « Olbia sarde » pour la distinguer des cinq autres cités grecques appelées « Olbia ». À l'époque romaine, l'Olbia sarde couvrait 2,5 hectares avec un plan carré et une caserne qui était, à l'origine, implantée dans cette ville, ceinturée par un rempart. À l'intérieur, deux grandes rues perpendiculaires la divisaient en 4 quartiers en pierre, avec des toits en cuivre. À l'époque moderne, Olbia s'appelle Terranova puis Terranova Pausania. En 1939, le régime de Mussolini change son nom en Olbia. Ce changement n'est pas annulé à la chute du régime.

## Géographie

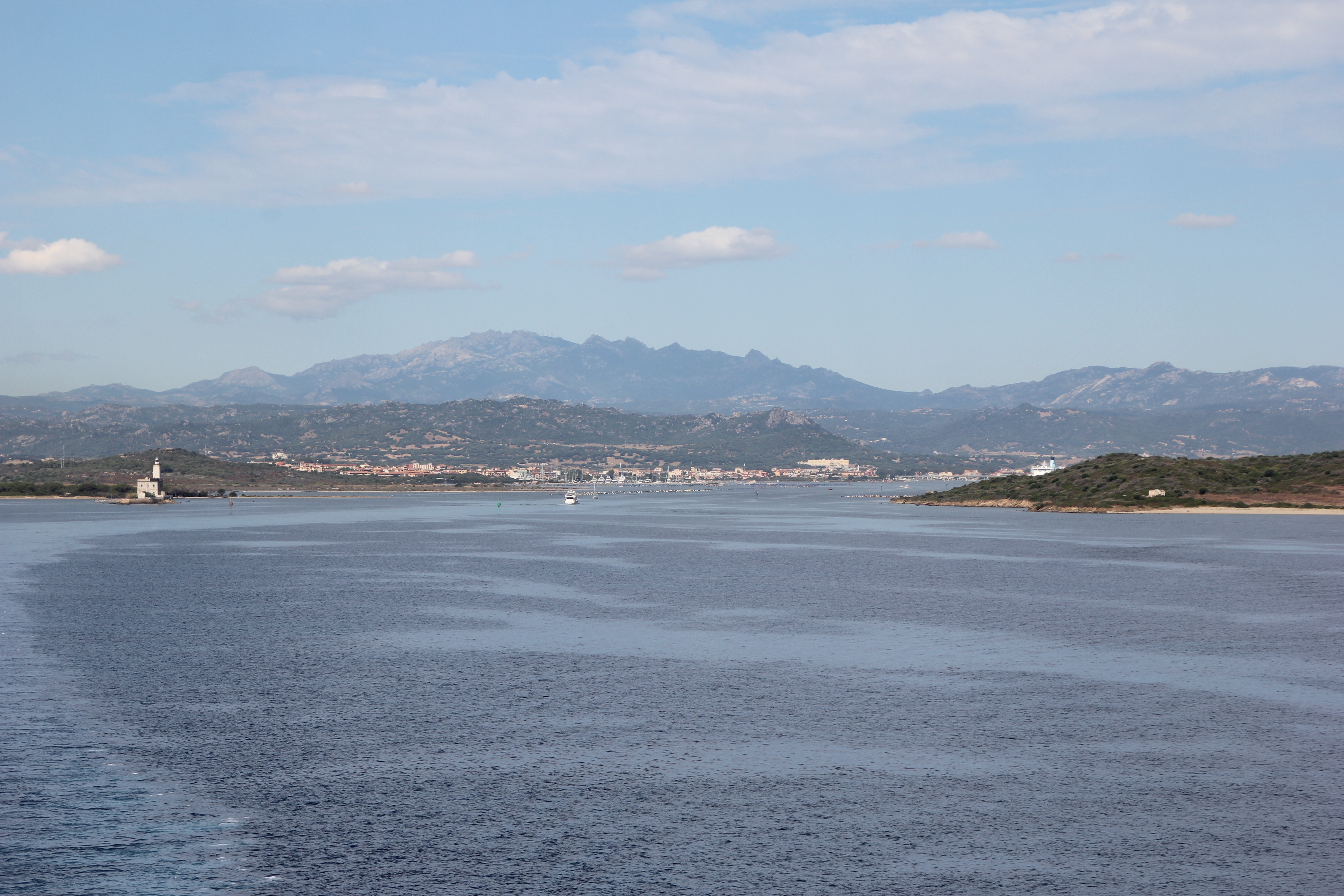
Le golfe d'Olbia
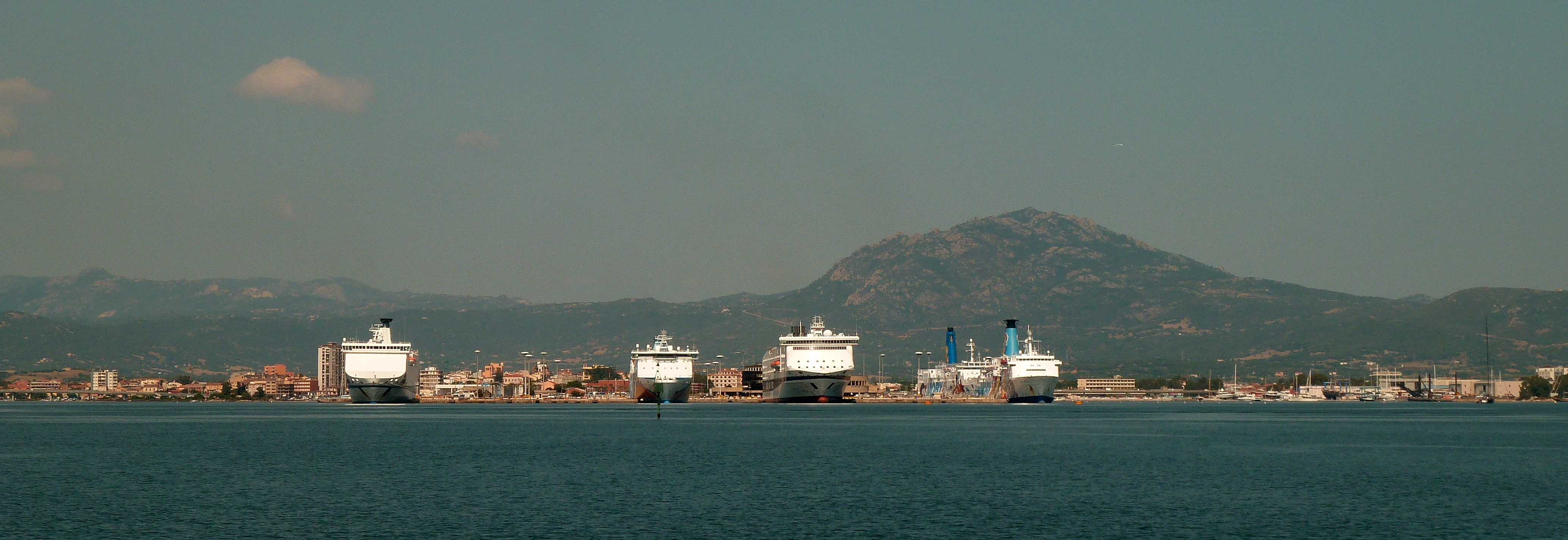
Le port d'Olbia

### Site
Située au nord-est de la Sardaigne, capitale de la Gallura, Olbia est le port d'arrivée des ferrys provenant d'Italie continentale, ainsi que des touristes visitant la Costa Smeralda.

### Transports
La gare ferroviaire d'Olbia assure des liaisons vers Cagliari et Golfo Aranci.

### Climat
Olbia bénéficie d'un climat méditerranéen. L'été est chaud et sec et l'hiver doux et humide. Les précipitations surviennent surtout en hiver.
| Mois                              | jan.  | fév.  | mars  | avril | mai   | juin  | jui.  | août  | sep.  | oct.  | nov.  | déc.  | année   |
| --------------------------------- | ----- | ----- | ----- | ----- | ----- | ----- | ----- | ----- | ----- | ----- | ----- | ----- | ------- |
| Température minimale moyenne (°C) | 7,1   | 6,3   | 7,3   | 10,4  | 13,6  | 15,5  | 17,5  | 17,7  | 16,2  | 13,6  | 9,6   | 7,2   | 11,8    |
| Température moyenne (°C)          | 11,6  | 9,2   | 12,3  | 15,2  | 17,7  | 20,5  | 23,3  | 23,8  | 22,2  | 19,7  | 14,5  | 11,3  | 16      |
| Température maximale moyenne (°C) | 14,6  | 13,1  | 16,5  | 19,6  | 22,2  | 25,3  | 28,3  | 28,6  | 27,7  | 23,2  | 19,6  | 15,2  | 21,2    |
| Ensoleillement (h)                | 167,4 | 161,1 | 204,6 | 225   | 233,9 | 268,4 | 294,9 | 290,4 | 235,3 | 224,6 | 168,5 | 164,3 | 2 486,4 |
| Précipitations (mm)               | 55    | 65    | 58    | 48    | 31    | 21    | 5     | 18    | 30    | 71    | 66    | 90    | 558     |

## Administration
| Période                                  | Période     | Identité                          | Étiquette | Qualité |
| ---------------------------------------- | ----------- | --------------------------------- | --------- | ------- |
| 26 mai 2002                              | 29 mai 2007 | Settimo Nizzi                     | FI        |         |
| 29 mai 2007                              | 2016        | Giovanni Maria Enrico Giovannelli | PDL       |         |
| 2016                                     | En cours    | Settimo Nizzi                     | FI        |         |
| Les données manquantes sont à compléter. |             |                                   |           |         |

### Hameaux
San Pantaleo, Porto Rotondo, Rudalza, Berchiddeddu, Murta Maria, Porto Istana, Pittulongu

### Îles
- Île des Poireaux
- Tavolara

### Communes limitrophes
Alà dei Sardi, Arzachena, Golfo Aranci, Loiri Porto San Paolo, Monti, Padru, Sant'Antonio di Gallura, Telti

## Patrimoine

### Sites naturels
Olbia bénéfice de sites naturels, avec leurs paysages naturels mais aussi des plages paradisiaques le long d'un des axes de la Randonnée en Sardaigne.

### Aqueduc romain

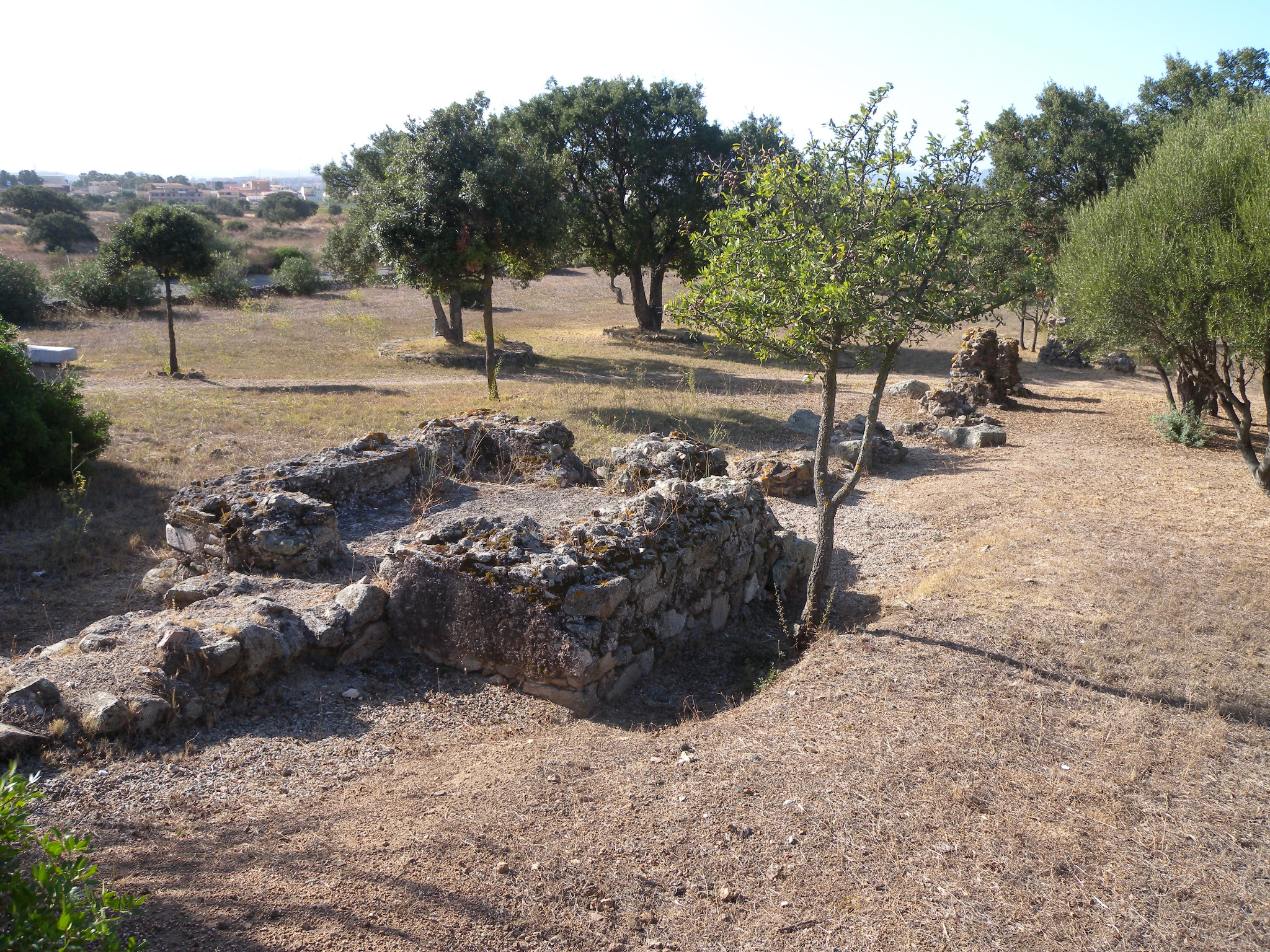
Aqueduc romain.
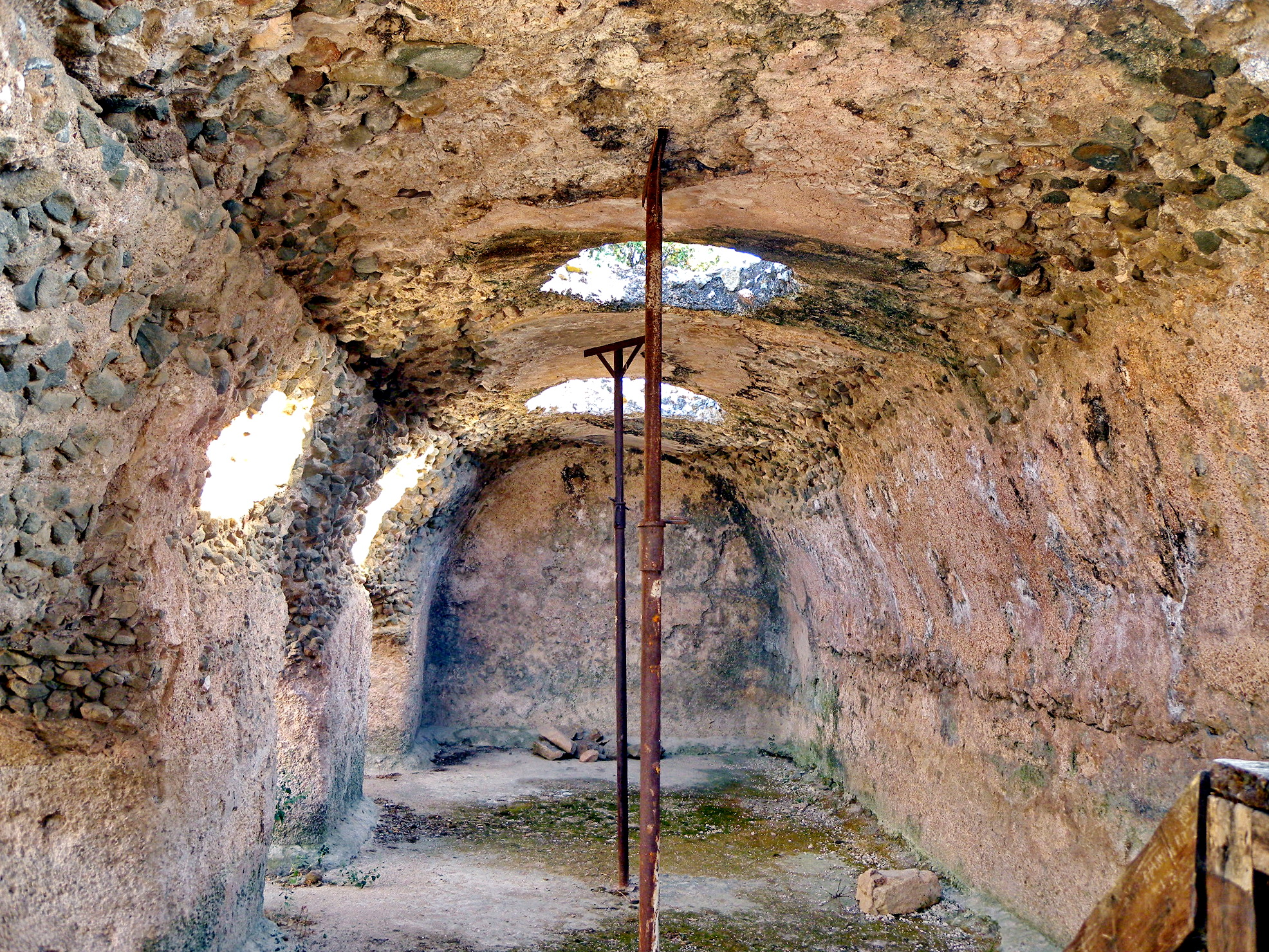
Citerne de l'aqueduc.

### Monuments religieux
- Basilique Saint-Simplice
- Église Saint-Paul (it).

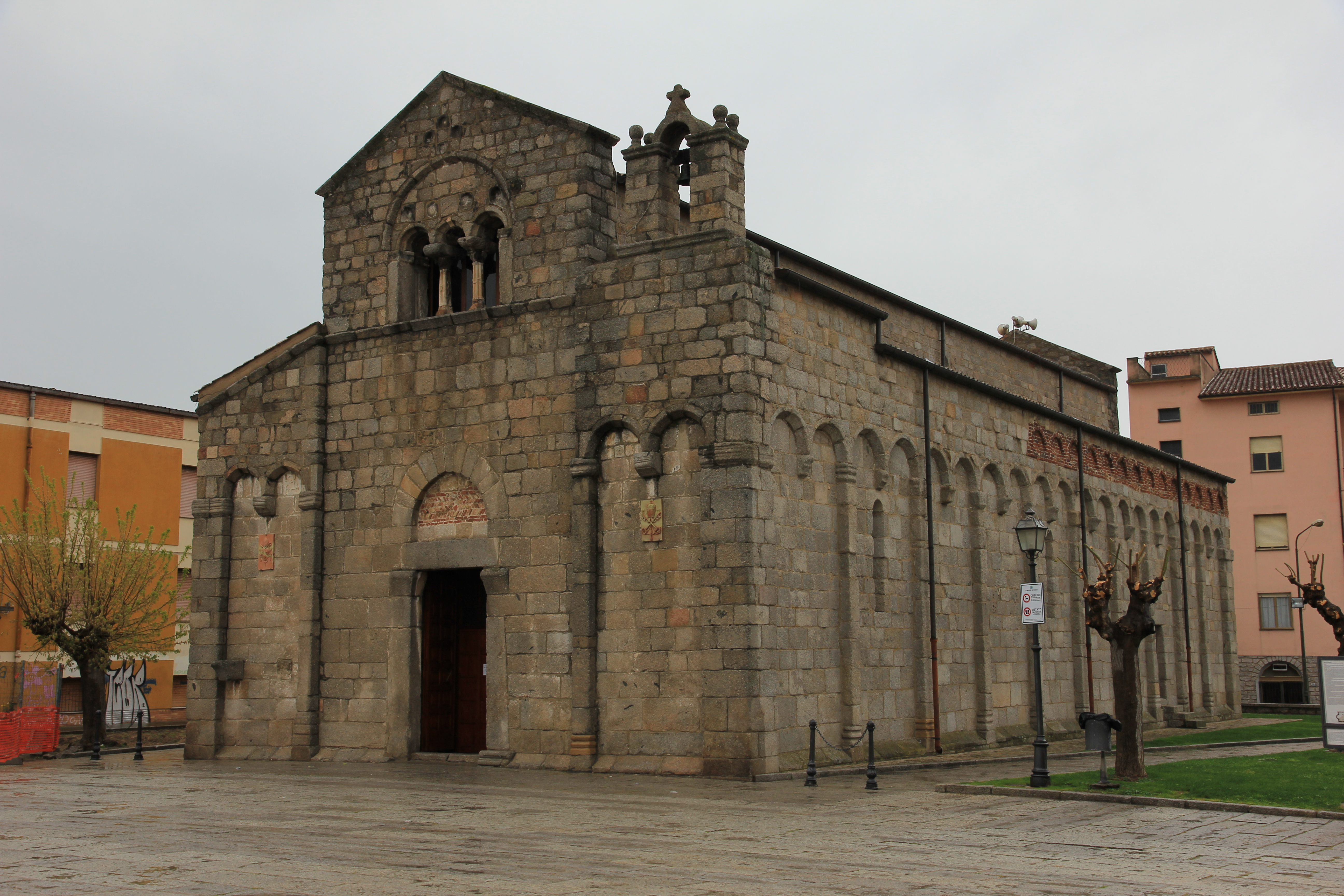
La basilique Saint-Simplice.
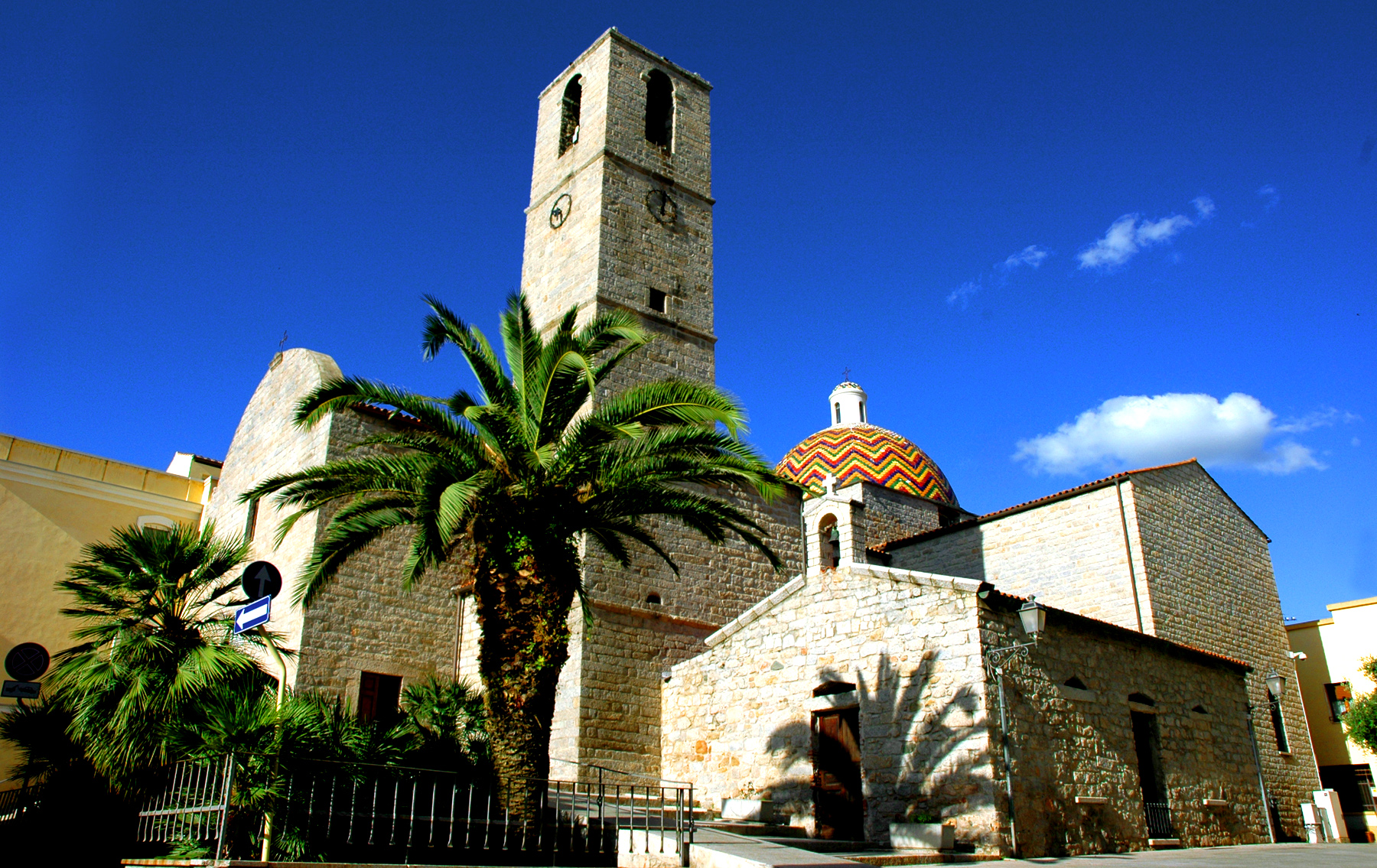
L'église Saint-Paul.

### Autres monuments
- Château de Pedres (it).
- Fontaine sacrée de Sa Tasta (it).
- Phare d'Isola della Bocca.

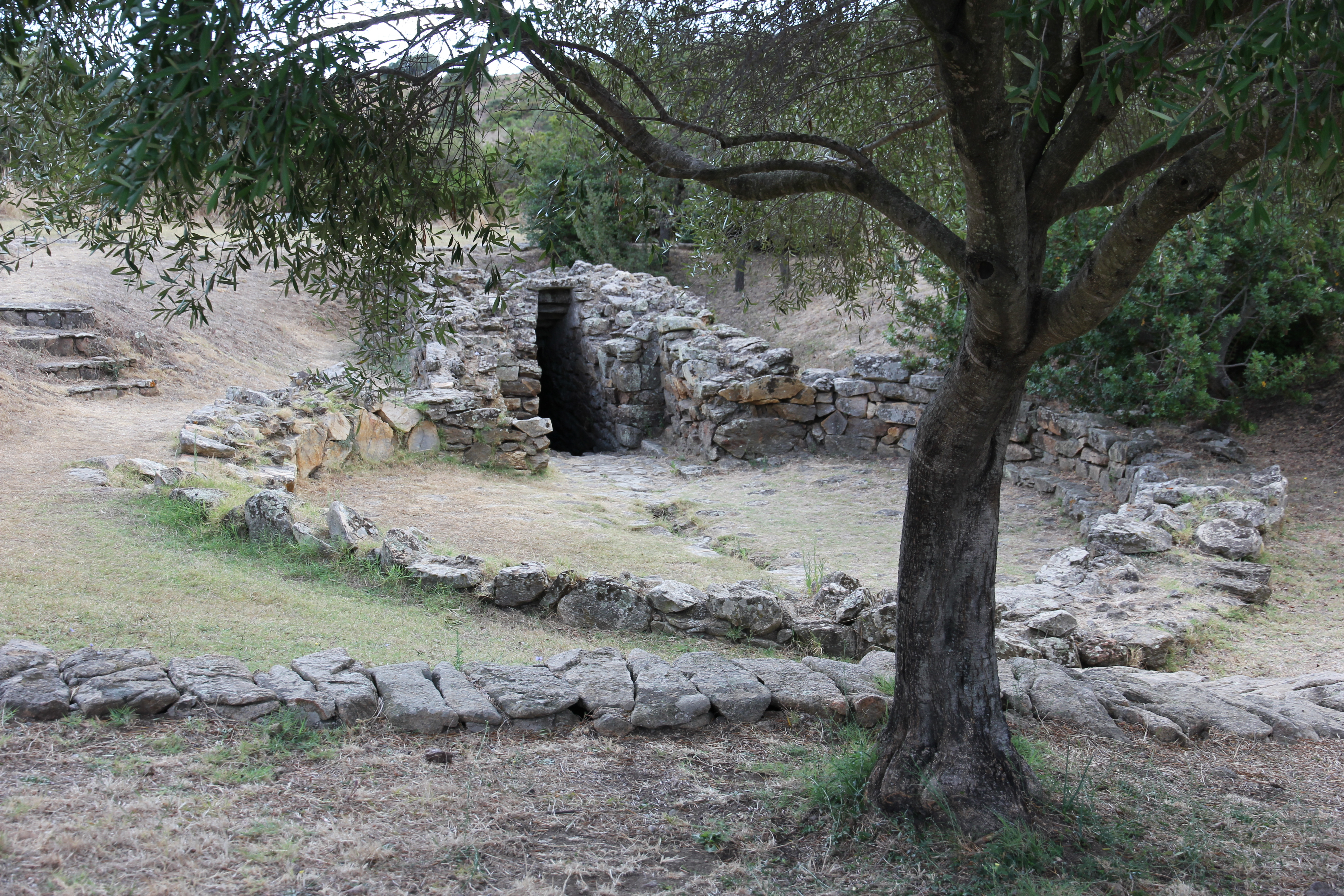
La fontaine sacrée de Sa Tasta.
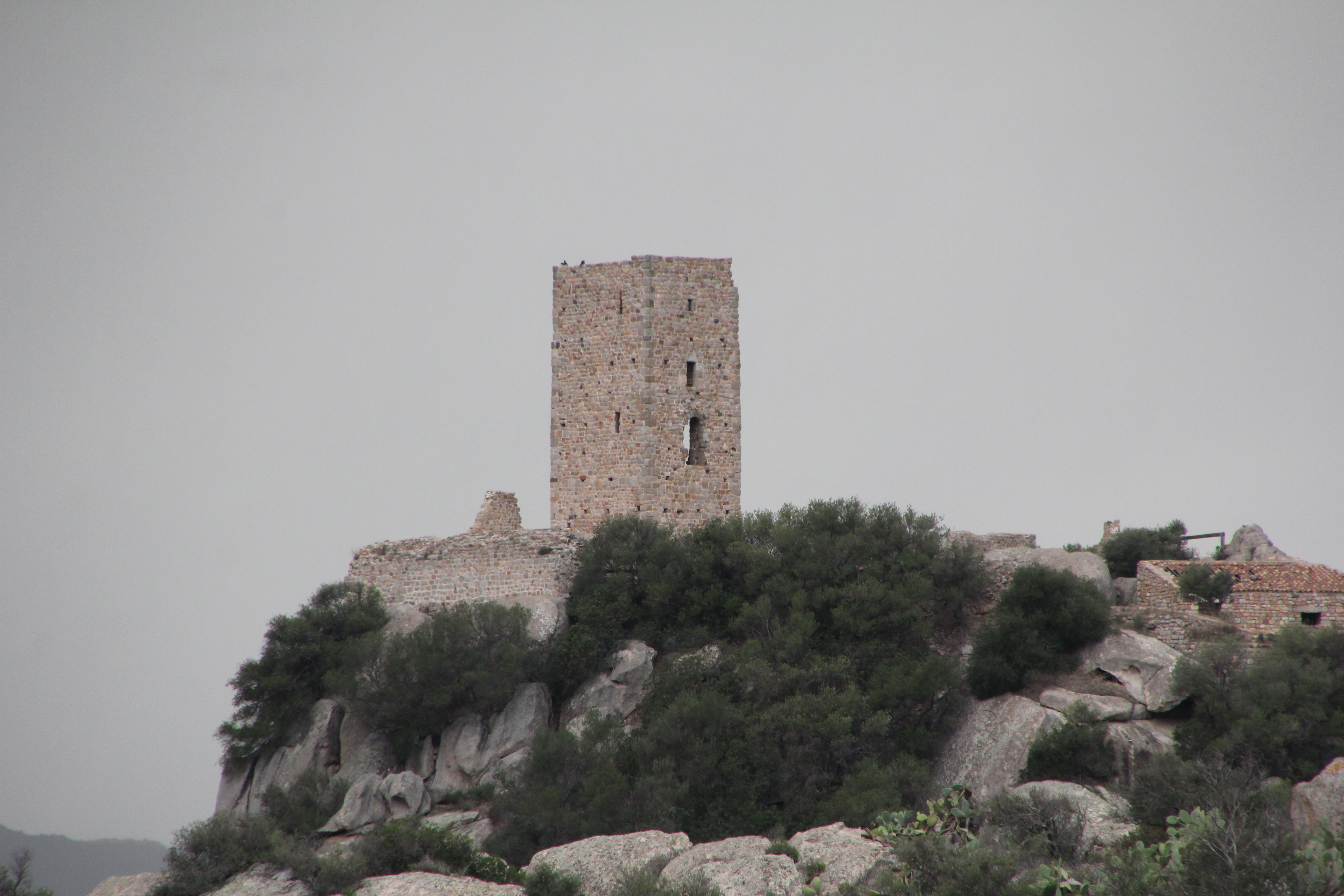
Le château de Pedres.
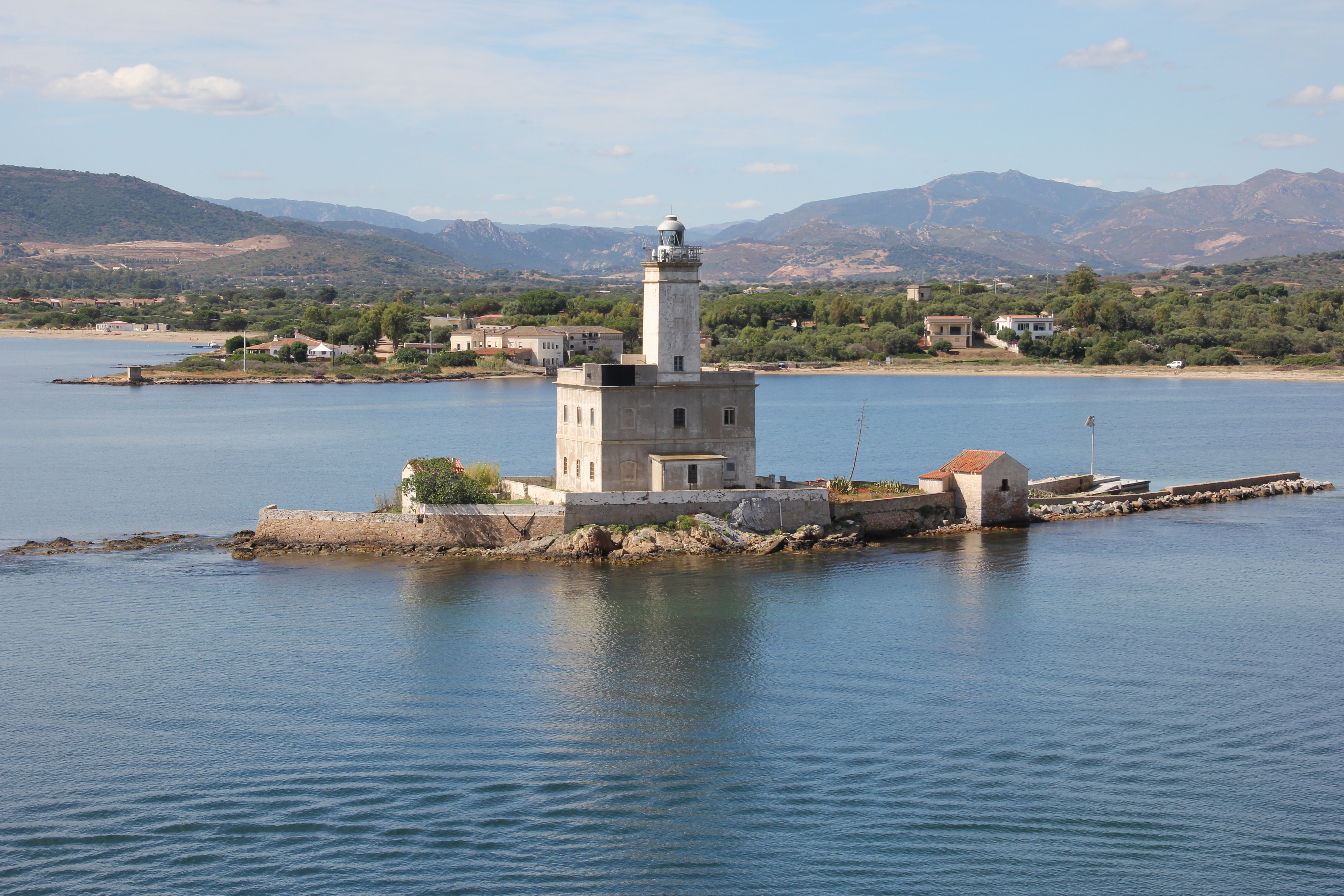
Le phare d'Isola della Bocca.

### Plages

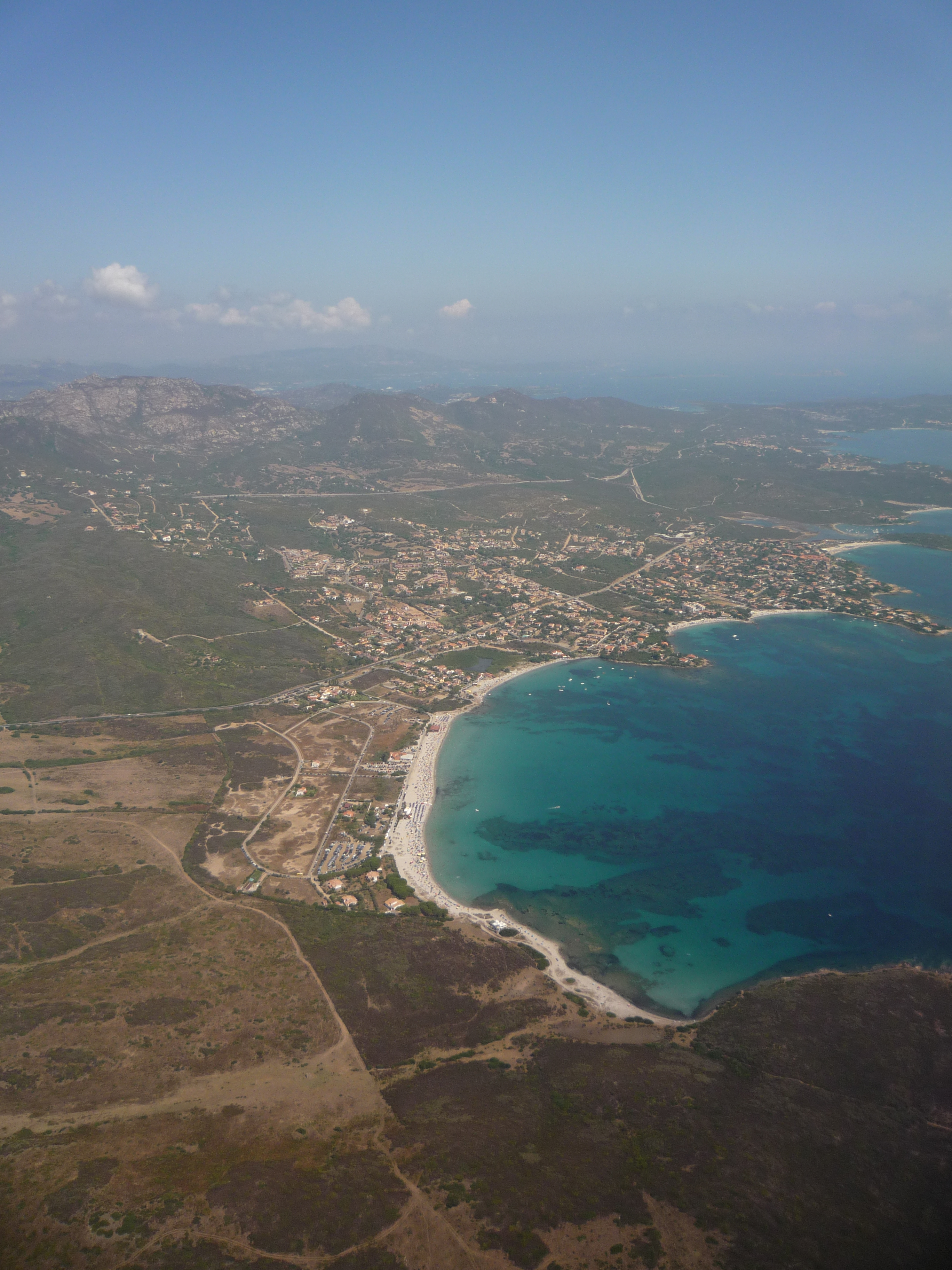
La plage de Pittulongu.
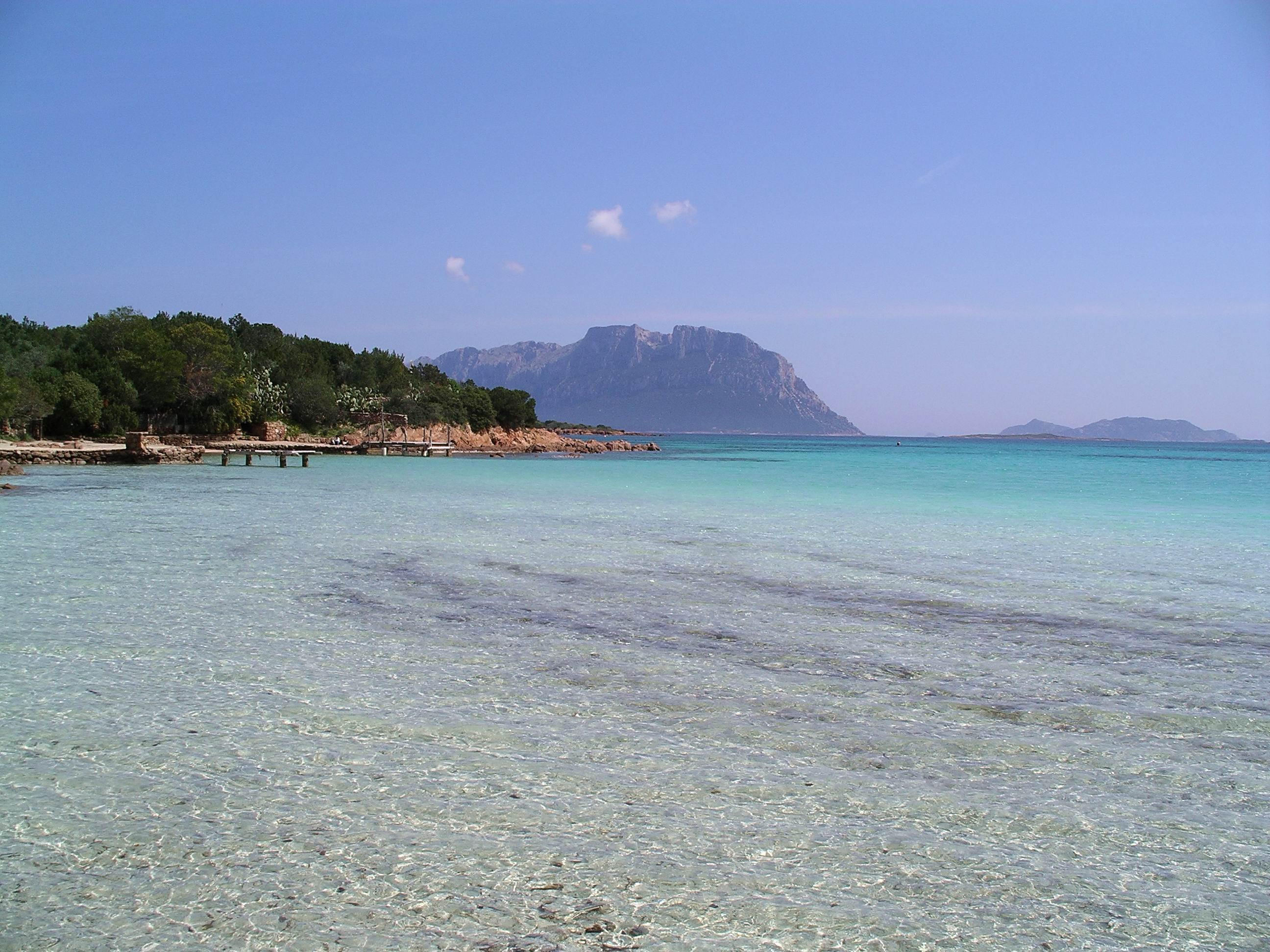
La plage d'Istana.

## Personnalités
- Le groupe Collage, actif depuis les années 1970, est  originaire d'Olbia.